# Kościół Podwyższenia Krzyża Świętego w Torzymiu
Kościół pw. Podwyższenia Krzyża Świętego w Torzymiu – rzymskokatolicki kościół parafialny w Torzymiu, w powiecie sulęcińskim, w województwie lubuskim. Należy do dekanatu Sulęcin diecezji zielonogórsko-gorzowskiej.

## Historia
Obecna murowana świątynia została wybudowana w latach 1831–1834 w stylu późnoklasycystycznym, na miejscu spalonej w 1824 poprzedniej budowli. Projektantem kościoła był niemiecki architekt Karl Friedrich Schinkel. W czasie II wojny światowej kościół został spalony, zachowały się tylko mury budowli. 

### Po II wojnie światowej
W latach 1958–1960 świątynia została odbudowana po zniszczeniu przez parafian i ich proboszcza księdza J. Dorbisza. W latach 1975–1981 świątynia otrzymała nowa elewację, dach i instalacje. W latach 1986–1989 kościół został wyposażony w nowe witraże wykonane według projektu księdza E. Różańskiego i profesora F. Pacholskiego przez poznańską firmę witraży – Kośmicki. Na witrażach jest przedstawiony kościół: jeden, święty, powszechny i apostolski w wizji stworzenia i paruzji. 
W dniu 14 września 1994 roku świątynia została konsekrowana przez księdza biskupa Adama Dyczkowskiego, ordynariusza diecezji zielonogórsko-gorzowskiej. W tym roku również uroczyście wprowadzono do świątyni relikwie św. Andrzeja Boboli. Zamontowane zostały także nowe organy cyfrowe wykonane przez norweską firmę Johanus z Lillehammer.